# Церковь Николая Чудотворца (Верхнее Маслово)
Церковь Николая Чудотворца (Никольская церковь) — церковь Русской православной церкви в деревне Верхнее Маслово городского округа Зарайск Московской области.

## История
В сельце с XVII века существовала деревянная Дмитриевская церковь. В 1766 году помещиком Иваном Степановичем Ракитиным в собственном имении Дмитровское, которое находилось рядом с Верхним Масловом, была построена новая деревянная церковь. Первоначально она была усадебной и до 1838 года её причт полностью содержался хозяином усадьбы. Затем она стала приходским храмом.
Когда и эта церковь обветшала, вместо неё в 1905 году было выстроено новое каменное, ныне существующее кирпичное здание храма в стиле эклектики — здание с осевой композицией состояло из бесстолпного одноглавого четверика храма с прямоугольным алтарем, притвора и колокольни в три яруса с тесовым шатром. Церковь была тёплой. Её архитектор неизвестен.
В советское время, в 1930-х годах, храм был закрыт, утрачены шатер колокольни, иконостас и внутренняя отделка здания; утварь вывезена в Зарайск. Церковь много лет превратилась в зерносклад, затем в мастерскую по ремонту сельхозтехники.
После распада СССР началось его восстановление. В 1998 году была создана церковная община. Только в 2004 году церковное здание было освобождено от деталей машин и механизмов — начались восстановительные работы. Храм окончательно был восстановлен на средства Почетного гражданина Зарайска Никиты Юрьевича Чаплина. Освящена Церковь Николая Чудотворца была великим чином 17 октября 2020 года.